# Mindaugas Kačinas
Mindaugas Kačinas (Klaipėda, 30 giugno 1993) è un cestista lituano.

## Palmarès

### Squadra
- Copa Princesa de Asturias: 1

Breogán: 2021

### Individuale
- MVP Copa Princesa de Asturias: 1

Breogán: 2021
- MVP Liga LEB Oro: 1

Breogán: 2020-2021